# تپه انبار سرت
تپه انبار سرت مربوط به عصر آهن است و در شهرستان گنبدکاووس، روستای قره شور واقع شده و این اثر در تاریخ ۱۶ مهر ۱۳۷۹ با شمارهٔ ثبت ۲۸۰۷ به‌عنوان یکی از آثار ملی ایران به ثبت رسیده است.